# Polymers
Polymers ist eine internationale, begutachtete wissenschaftliche Open-Access-Zeitschrift der Polymerwissenschaften (Polymerchemie, Polymerphysik), die seit 2009 erscheint, und dem Leser ohne über den reinen Internetzugang hinausgehende Hürden nach den Prinzipien des Open Access kostenfrei zur Verfügung steht. Die Zeitschrift erscheint monatlich. Polymers stellt ein interdisziplinäres Forum zur Publikation von Manuskripten dar, die das Potential besitzen, die folgenden Gebiete voranzutreiben:
1. Polymerisations-Methoden,
2. Theorie, Simulation, und Modellierung,
3. Verständnis neuer physikalischer Phänomene,
4. Charakterisierungs-Techniken,
5. Nutzung von Selbstorganisation und biologischen Strategien zur Herstellung komplexer multifunktionaler Strukturen.

Der Journal Impact Factor lag im Jahr 2017 bei 2,935 und erhöhte sich im Jahr 2022 auf 5,0.
Chefherausgeber ist Alexander Böker (Fraunhofer-Institut für Angewandte Polymerforschung).